# 小行星5003
小行星5003（5003 Silvanominuto）是一颗围绕太阳公转的小行星。1988年3月15日，華特·費雷里在拉西拉天文台发现了此天体。
这颗小行星的绝对星等为281.35831等。